# Маскин, Павел Иванович
Па́вел Ива́нович Ма́скин (12 июля 1921, Старый Бурец, Вятская губерния — 12 сентября 1997, Вятские Поляны, Кировская область) — полный кавалер Ордена Славы, исполнявший обязанности командиpa стрелкового взвода 172-го гвардейского стрелкового полка, гвардии старшина.

## Биография
Павел Иванович Маскин родился 12 июля 1921 года в селе Старый Бурец (ныне Малмыжского района Кировской области) в семье крестьянина. Русский. Окончил 7 классов в 1937 году. Работал в средней школе. В РККА — с октября 1940 года. Член КПСС с 1944 года. На фронте — с июня 1941 года. Участвовал в форсировании Дона, Днепра, Вислы. Сражался под Сталинградом, освобождал Одессу, штурмовал Берлин. В начале Великой Отечественной войны воевал в составе 153-й стрелковой дивизии, далее до конца войны — в 172-м гвардейском стрелковом полку.
Помощник командиpa стрелкового взвода 172-го гвардейского стрелкового полка (57-я гвардейская стрелковая дивизия, 8-я гвардейская армия) гвардии старший сержант П. И. Маскин 17 июля 1944 года, при форсировании реки Западный Буг, заменил выбывшего из строя командиpa взвода, первым ворвался в траншею противника. В этом бою взвод истребил до 40 солдат и офицеров, подавил 2 огневые точки и захватил в плен 6 гитлеровцев. 25 июля 1944 года П. И. Маскин в числе первых ворвался в г. Пулавы (Польша), в уличном бою ликвидировал свыше 10 солдат, 3 пулемётные точки гитлеровцев. 27 июля 1944 года награждён орденом Славы 3-й степени.
Гвардии старшина П. И. Маскин, исполнявший обязанности командиpa взвода, вместе с подчинёнными 31 января 1945 года удержал населённый пункт Глайссен (Германия) до подхода основных сил. В бою было уничтожено много гитлеровцев, 17 захвачено в плен. 3 февраля 1945 года переправился через реку Одер, в траншеях противника истребил несколько гитлеровцев. 27 февраля 1945 года награждён орденом Славы 2-й степени.
17 апреля 1945 года П. И. Маскин северо-восточнее города Зелов (Германия), при отражении контратаки противника, сразил свыше 10 пехотинцев. Преследуя фашистов, ворвался в город, в уличных боях ликвидировал еще 6 вражеских солдат. 15 мая 1946 года награждён орденом Славы 1-й степени.
В 1948 Павел Иванович Маскин демобилизован. Жил и работал в городе Вятские Поляны Кировской области. Умер 12 сентября 1997 года.

## Награды
- Орден Славы I (№ 1130; 15.5.1946), II (№ 11800; 27.2.1945)[2] и III (№ 88608; 27.7.1944)[3] степеней;
- Орден Отечественной войны I степени (6.4.1985)[4];
- медали, в том числе:
  - «За боевые заслуги» (28.7.1943)[5];
  - «За отвагу» (4.11.1943)[6];
  - «За победу над Германией»[7];
  - «За взятие Берлина»[8].

## Память

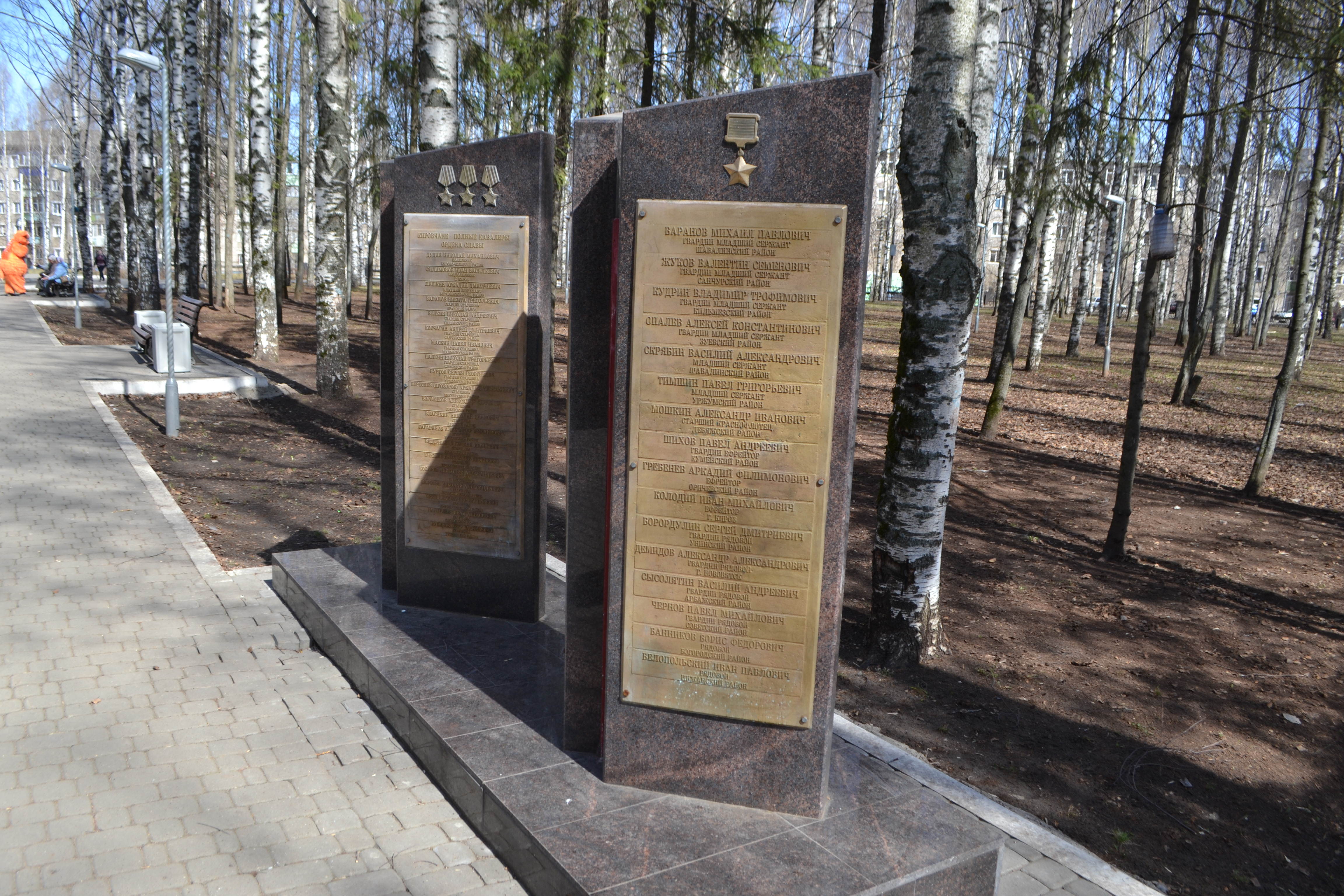
Имя Героя выбито на гранитной стеле на Аллее Славы в парке Победы города Кирова 2019.

- Имя Героя выбито на гранитной стеле на Аллее Славы в парке Победы города Кирова 2019.